# Saint-Symphorien-d'Ozon
Pour les articles homonymes, voir Saint-Symphorien.
Saint-Symphorien-d'Ozon est une commune française, située dans le département du Rhône en région Auvergne-Rhône-Alpes.
Ses habitants sont les Symphorinois

## Géographie

### Localisation
Commune située dans l'aire urbaine de Lyon, à 10 km au sud de Lyon. Elle fait aussi partie de la communauté de communes du Pays de l'Ozon.
L'Ozon est le ruisseau traversant le territoire de la commune, affluent du Rhône.

### Climat
Pour des articles plus généraux, voir Climat d'Auvergne-Rhône-Alpes et Climat du Rhône.
En 2010, le climat de la commune est de type climat du Bassin du Sud-Ouest, selon une étude du Centre national de la recherche scientifique s'appuyant sur une série de données couvrant la période 1971-2000. En 2020, Météo-France publie une typologie des climats de la France métropolitaine dans laquelle la commune est dans une zone de transition entre le climat semi-continental et le climat de montagne et est dans une zone de transition entre les régions climatiques « Bourgogne, vallée de la Saône » et « Nord-est du Massif Central ».
Pour la période 1971-2000, la température annuelle moyenne est de 12,1 °C, avec une amplitude thermique annuelle de 18 °C. Le cumul annuel moyen de précipitations est de 800 mm, avec 9,1 jours de précipitations en janvier et 6 jours en juillet. Pour la période 1991-2020, la température moyenne annuelle observée sur la station météorologique de Météo-France la plus proche, « Luzinay », sur la commune de Luzinay à 9 km à vol d'oiseau, est de 12,7 °C et le cumul annuel moyen de précipitations est de 928,1 mm,. Pour l'avenir, les paramètres climatiques de la commune estimés pour 2050 selon différents scénarios d'émission de gaz à effet de serre sont consultables sur un site dédié publié par Météo-France en novembre 2022.
| Mois                                  | jan.          | fév.           | mars           | avril         | mai           | juin         | jui.          | août           | sep.          | oct.          | nov.            | déc.          | année     |
| ------------------------------------- | ------------- | -------------- | -------------- | ------------- | ------------- | ------------ | ------------- | -------------- | ------------- | ------------- | --------------- | ------------- | --------- |
| Température minimale moyenne (°C)     | 1             | 1,1            | 3,9            | 7             | 10,8          | 14,4         | 16,1          | 15,7           | 12,4          | 9,4           | 4,7             | 1,6           | 8,2       |
| Température moyenne (°C)              | 3,7           | 4,8            | 8,6            | 12,2          | 16,1          | 20,2         | 22,1          | 21,6           | 17,7          | 13,3          | 7,7             | 4,3           | 12,7      |
| Température maximale moyenne (°C)     | 6,5           | 8,4            | 13,3           | 17,4          | 21,3          | 25,9         | 28            | 27,5           | 22,9          | 17,3          | 10,7            | 7             | 17,2      |
| Record de froid (°C) date du record   | −10 13.01.03  | −12,9 05.02.12 | −10,5 01.03.05 | −3,4 08.04.03 | 1,5 07.05.19  | 5,5 07.06.06 | 7,5 13.07.00  | 7,9 30.08.1998 | 4,2 27.09.20  | −3,5 26.10.03 | −7,8 23.11.1998 | −14 30.12.05  | −14 2005  |
| Record de chaleur (°C) date du record | 18,5 10.01.15 | 21 23.02.20    | 24,8 30.03.17  | 29,2 21.04.18 | 33,1 24.05.09 | 39 22.06.03  | 39,6 24.07.19 | 40,3 13.08.03  | 33,8 14.09.20 | 27,7 04.10.10 | 21,5 07.11.15   | 17,2 05.12.06 | 40,3 2003 |
| Précipitations (mm)                   | 64,5          | 52,4           | 55,2           | 75,2          | 92,5          | 78,5         | 72,7          | 67,8           | 91,3          | 110,2         | 101,9           | 65,9          | 928,1     |

## Urbanisme

### Typologie
Au 1er janvier 2024, Saint-Symphorien-d'Ozon est catégorisée ceinture urbaine, selon la nouvelle grille communale de densité à sept niveaux définie par l'Insee en 2022.
Elle appartient à l'unité urbaine de Lyon, une agglomération inter-départementale regroupant 123  communes, dont elle est une commune de la banlieue,,. Par ailleurs la commune fait partie de l'aire d'attraction de Lyon, dont elle est une commune de la couronne,. Cette aire, qui regroupe 397 communes, est catégorisée dans les aires de 700 000 habitants ou plus (hors Paris),.

### Occupation des sols
L'occupation des sols de la commune, telle qu'elle ressort de la base de données européenne d’occupation biophysique des sols Corine Land Cover (CLC), est marquée par l'importance des territoires agricoles (76,9 % en 2018), en diminution par rapport à 1990 (81,9 %). La répartition détaillée en 2018 est la suivante : 
terres arables (63,9 %), zones urbanisées (13,5 %), prairies (6,8 %), zones agricoles hétérogènes (6,2 %), espaces verts artificialisés, non agricoles (4,5 %), forêts (2,6 %), zones industrielles ou commerciales et réseaux de communication (2,5 %). L'évolution de l’occupation des sols de la commune et de ses infrastructures peut être observée sur les différentes représentations cartographiques du territoire : la carte de Cassini (XVIIIe siècle), la carte d'état-major (1820-1866) et les cartes ou photos aériennes de l'IGN pour la période actuelle (1950 à aujourd'hui).

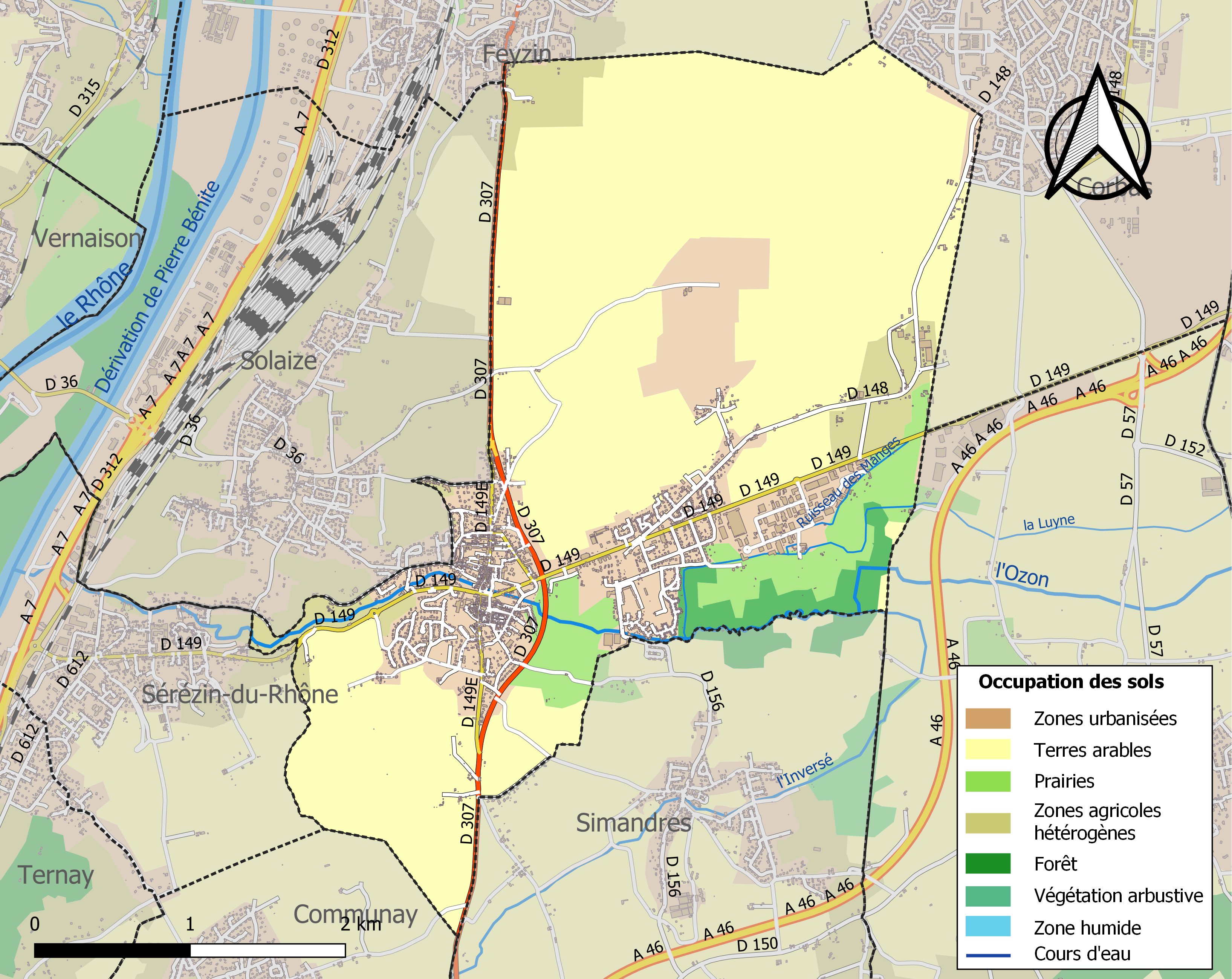
Carte des infrastructures et de l'occupation des sols de la commune en 2018 (CLC).

## Toponymie

### Noms du lieu
Saint-Symphorien-d'Ozon (français).

### Historique du nom
S. Symphorianus de Ausone, XIIIe s., Saint Safurin, 1338.
Au cours de la Révolution française, la commune porte provisoirement le nom de Ozon.

### Interprétation et étymologie
La ville porte le nom de saint Symphorien, né et mort à Autun en 179 ou 257. Le nom de ce saint est issu du grec sumphoros, « qui accompagne » ou « profitable, utile ». La distinction avec les autres Saint-Symphorien se fait par la mention de l’Ozon qui traverse la ville. De Ausone (mention du XIIIe s.) est un ablatif féminin de Auso < Also et semble donc dériver d’un hydronyme du type *Aliso. Il serait formé sur un thème préceltique *alis-, qui aurait le sens d’un « cours d’eau issu d’une source puissante », est serait associé à un suffixe gaulois –ona. Plus vraisemblablement, l’étymon *alis-, que l'on retrouve dans de nombreux hydronymes et dans l’espagnol aliso et le basque altz,  en aurait le même sens, « aulne », ainsi que celui de « marécage ». Il est donc probablement d’origine aquitano-ibérique et associé ici à un suffixe latin –o.

## Politique et administration

### rattachements
Initialement rattachés au département de l'Isère, la commune de Saint-Symphorien-d'Ozon et l'ensemble de son canton ont rejoint le département du Rhône par la loi no 67-1205 du 29 décembre 1967.

### Liste des maires
| Période                                  | Période                       | Identité                    | Étiquette          | Qualité |
| ---------------------------------------- | ----------------------------- | --------------------------- | ------------------ | --- |
| Les données manquantes sont à compléter. |                               |                             |                    | |
| 1897                                     | 1903                          | Nicolas Revouy              | Républicain        | Médecin Conseiller général de Saint-Symphorien-d’Ozon (1898 → 1906)                                                                            |
| 1908                                     | 1912                          | Marc Gaillard               | Rad.               | Industriel en galoches Conseiller général de Saint-Symphorien-d’Ozon (1913 → 1931 et 1934 → 1937)                                              |
| 1919                                     | 1923                          | Jean-Michel Dussert         |                    | |
| Les données manquantes sont à compléter. |                               |                             |                    | |
| mai 1945                                 | janvier 1968                  | Joseph Cinelli, (1909-1969) | SFIO puis Soc.ind. | Docteur en médecine Conseiller général de Saint-Symphorien-d’Ozon (1945 → 1968) Vice-président du conseil général (1967 → 1968) Démissionnaire |
| février 1968                             | mars 1977                     | Jean Flacher                | SE                 | Élu à la suite d'une élection municipale partielle complémentaire                                                                              |
| mars 1977                                | mars 1983                     | Alain Meunier               | PS                 | |
| mars 1983                                | mars 2014                     | Raymond Béal                | DVD                | Chef d'entreprise retraité Président de la CC du Pays de l'Ozon (1998 → 2014) Chevalier de l'Ordre national du Mérite                          |
| mars 2014                                | En cours (au 19 janvier 2021) | Pierre Ballesio             | DVD                | Chef d'entreprise retraité Vice-président (2014 → 2020) puis président de la CC du Pays de l'Ozon (2020 → ) Réélu pour le mandat 2020-2026     |

### Jumelages
- Gundelsheim (Allemagne).
- Burago di Molgora (Italie).

## Démographie
L'évolution du nombre d'habitants est connue à travers les recensements de la population effectués dans la commune depuis 1793. Pour les communes de moins de 10 000 habitants, une enquête de recensement portant sur toute la population est réalisée tous les cinq ans, les populations de référence des années intermédiaires étant quant à elles estimées par interpolation ou extrapolation. Pour la commune, le premier recensement exhaustif entrant dans le cadre du nouveau dispositif a été réalisé en 2007.

En 2022, la commune comptait 6 076 habitants, en évolution de +6,48 % par rapport à 2016 (Rhône : +3,93 %, France hors Mayotte : +2,11 %).
| 1793  | 1800  | 1806  | 1821  | 1831  | 1836  | 1841  | 1846  | 1851  |
| ----- | ----- | ----- | ----- | ----- | ----- | ----- | ----- | ----- |
| 1 418 | 1 292 | 1 485 | 1 571 | 1 544 | 1 692 | 1 793 | 1 734 | 1 868 |

| 1856  | 1861  | 1866  | 1872  | 1876  | 1881  | 1886  | 1891  | 1896  |
| ----- | ----- | ----- | ----- | ----- | ----- | ----- | ----- | ----- |
| 1 746 | 1 768 | 1 791 | 1 809 | 1 848 | 1 869 | 1 961 | 1 872 | 1 878 |

| 1901  | 1906  | 1911  | 1921  | 1926  | 1931  | 1936  | 1946  | 1954  |
| ----- | ----- | ----- | ----- | ----- | ----- | ----- | ----- | ----- |
| 1 843 | 1 829 | 1 845 | 1 700 | 1 774 | 1 701 | 1 631 | 1 581 | 1 839 |

| 1962  | 1968  | 1975  | 1982  | 1990  | 1999  | 2006  | 2007  | 2012  |
| ----- | ----- | ----- | ----- | ----- | ----- | ----- | ----- | ----- |
| 2 447 | 3 028 | 3 537 | 4 850 | 5 167 | 5 063 | 5 198 | 5 217 | 5 443 |

| 2017  | 2022  | - | - | - | - | - | - | - |
| ----- | ----- | - | - | - | - | - | - | - |
| 5 735 | 6 076 | - | - | - | - | - | - | - |

## Culture locale et patrimoine

### Lieux et monuments
L'église Saint-Symphorien fait l’objet d’une inscription partielle au titre des monuments historiques depuis le 30 août 2001.
L'hôtel de Melat, ancienne mairie de la commune, fait aussi l’objet d’une inscription partielle au titre des monuments historiques depuis le 20 décembre 1990.
- Ancien castrum démantelé à la fin du XVIe siècle.

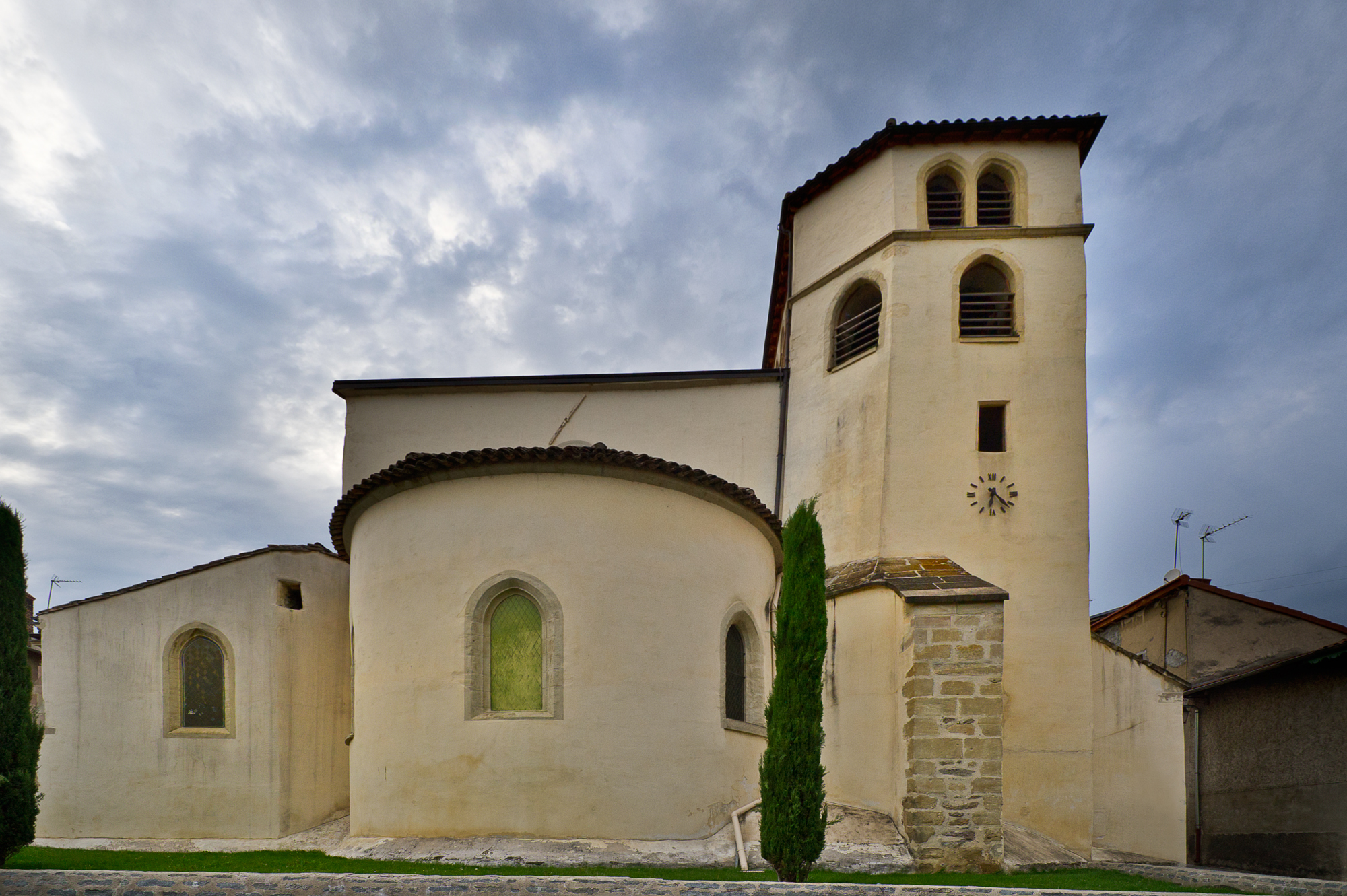
Église Saint-Symphorien.
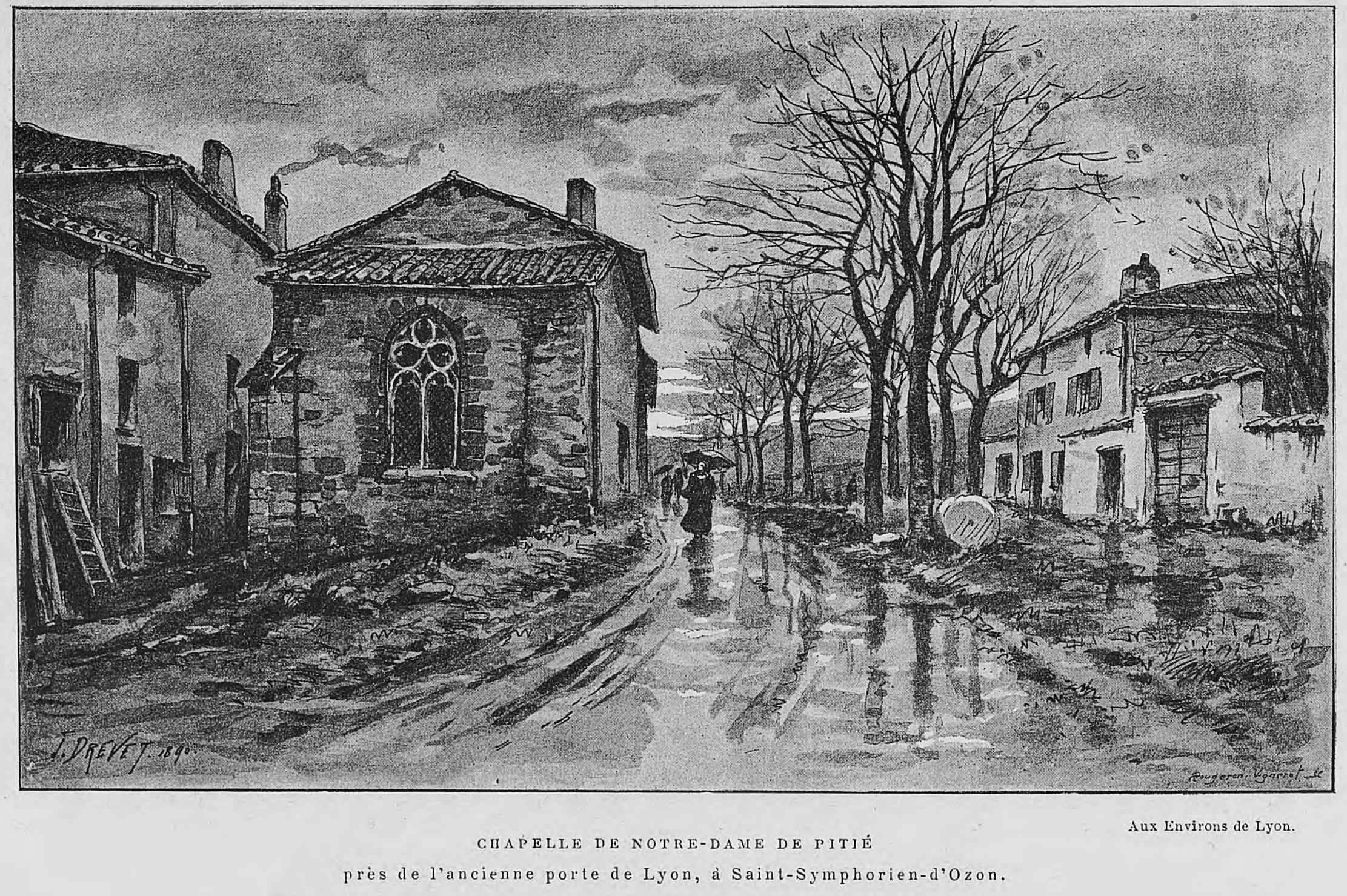
La chapelle de Notre-Dame-de-Pitié illustrée par Joannès Drevet (1854–1940).
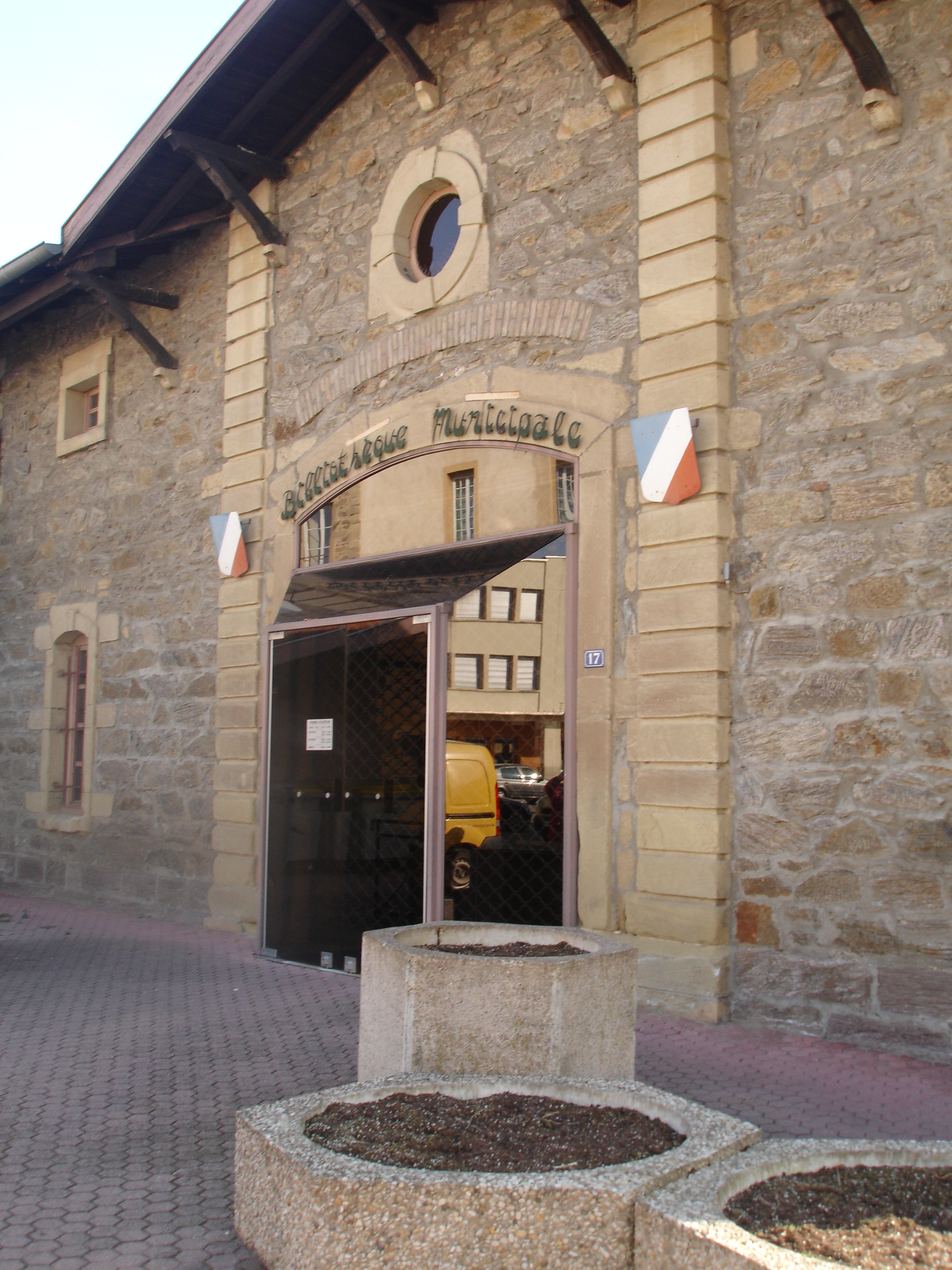
La bibliothèque municipale.
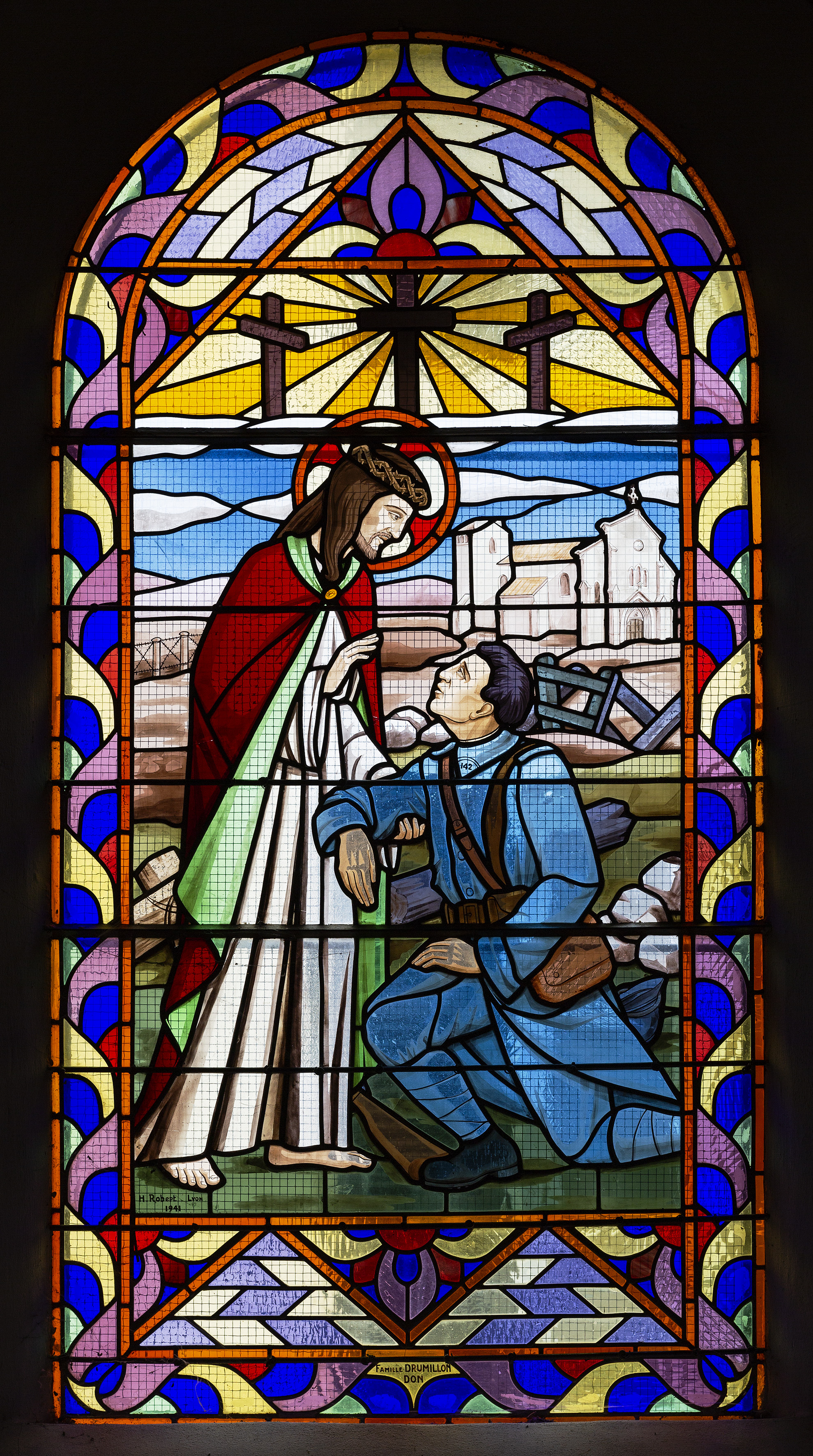
Vitrail patriotique de l'église.

### Personnalités liées à la commune
- Claude La Colombière jésuite, qui fut canonisé par le pape Jean-Paul II le 31 mai 1992, est né à Saint-Symphorien en 1641. Il fut un confesseur et directeur de conscience très influent. Par exemple celui de Marguerite-Marie Alacoque mystique de l'ordre de la Visitation, inspiratrice du culte du Sacré-Cœur et reconnue sainte par l'Église catholique ; mais surtout de la duchesse d'York qui fut reine d'Angleterre. Il fut soupçonné de conspiration par les princes protestants et le roi ne put empêcher son emprisonnement et son bannissement du royaume. Il fut l'auteur de la Retraite spirituelle. Il avait été béatifié en 1929. Liturgiquement, ce saint est commémoré le 15 février.
- Son frère Joseph La Colombière (1651-1723) est un prêtre sulpicien, vicaire général du diocèse de Québec,  prédicateur de renom, ordonné en 1676. Docteur en droit civil et canonique. En 1694, il fut supérieur des hospitalières de Québec. Le 4 juin 1708, il prononça l'oraison funèbre de Mgr de Laval. Meurt en 1723, à l'âge de 72 ans, inhumé à la basilique-cathédrale Notre-Dame de Québec.
- Barbe Rey, mère de Jean Rondelet (1743–1829), architecte dont le nom est associé au Panthéon de Paris, est de Saint-Symphorien[25].
- Le général d'Empire Ennemond Bonnard (1756-1819) (son nom est gravé sur l'Arc de triomphe de l'Étoile).
- Charles Pierre Gaspard Gueidan (1757-1831), prêtre député du clergé du bailliage de Bourg-en-Bresse aux États généraux de 1789, mort à Saint-Symphorien-d'Ozon.
- L'abbé Jean Gerin (1797-1863), vicaire à Saint-Symphorien (1821-1823) puis curé (1831-1835), dont le procès en béatification est ouvert depuis 2023[26].
- Le compositeur Hector Berlioz y rencontra en 1867 son amour d'adolescence et amie de vieillesse, Estelle Fornier (1797-1876)[27]. Une plaque posée en 2003 l'atteste et une petite rue voisine porte le nom d'Estelle Fornier.
- Florent Balmont, joueur de football.

### Héraldique
| Armes | Les armes de Saint-Symphorien-d'Ozon se blasonnent ainsi : Parti, au premier d'or à la croix d'azur, au second coupé au I de gueules à la croix d'argent et au II d'or au dauphin d'azur crêté, barbé, loré, peautré et oreillé de gueules. |

## Sport et culture

### Rugby
- Le Rugby Club du Pays d'Ozon (RCPO) est le club de rugby de la CCPO. Évoluant en promotion d'honneur (8e division). Situé au stade de rugby Émile Bailly à Saint-Symphorien-d'Ozon.

### Football
- Le CS Ozon Football situé au 8 rue René Cassin à Saint Symphorien d’Ozon.